# Norcross (Minnesota)
Norcross – miasto w Stanach Zjednoczonych, w stanie Minnesota, w hrabstwie Grant.